# Cartoblatta scorteccii
Cartoblatta scorteccii är en kackerlacksart som beskrevs av Karlis Princis 1960. Cartoblatta scorteccii ingår i släktet Cartoblatta och familjen storkackerlackor.
Artens utbredningsområde är Somalia. Inga underarter finns listade.